# Eric Bergman
Eric Bergman, född 1887 i Forserum, död 1959, musiker och tonsättare.
Bergman var medlem av Frälsningsarméns stabsmusikkår. Han emigrerade 1907 till USA där han blev ledare för New Yorks II:a kårs musikkår. 1921 blev han Frälsningsofficer med kaptens rang.

## Psalmer
- Härligt strålar Guds eviga ljus tonsatt Kaleb Johnsons text i Frälsningsarméns sångbok 1990 (nr 688).